# Final da Copa Sul-Americana de 2020
A final da Copa Sul-Americana de 2020 foi a partida decisiva da competição organizada anualmente pela Confederação Sul-Americana de Futebol. A partida inicialmente seria realizado em 9 de novembro no Estádio Mario Alberto Kempes, Córdova, mas devido a pandemia de COVID-19, foi adiada para janeiro de 2021 junto com a fase final da Copa Libertadores da América de 2020.
O vencedor se classifica automaticamente para a Copa Libertadores da América de 2021, a Recopa Sul-Americana de 2021 e a J.League YBC Levain Cup/CONMEBOL Sudamericana Final de 2021.

## Antecedentes
O Lanús chegou a sua segunda final, sendo a primeira em 2013. Em sua trajetória, passou pela Universidad Católica, São Paulo, Bolívar, Independiente e Vélez Sarsfield.
Já o Defensa y Justicia chegou a sua primeira final internacional na história. Participou desta edição por ter terminado em terceiro lugar no seu grupo na Copa Libertadores da América de 2020. Até chegar a final eliminou Sportivo Luqueño, Vasco da Gama, Bahia e Coquimbo Unido.

## Formato
Pela segunda vez a final foi disputada em local neutro e em jogo único. A cidade de Córdova foi escolhida após disputar com Lima, La Plata e Brasília o direito de sediar a partida.

## Detalhes

### Partida
| 23 de janeiro de 2021 | Lanús | 0 – 3     | Defensa y Justicia                     | Estádio Mario Alberto Kempes, Córdova                   |
| 17:00 (UTC−3)         |       | Relatório | Frías 34' · Romero 62' · Camacho 90+2' | Público: Portões fechados Árbitro: VEN Jesús Valenzuela |

| Lanús | Defensa |

| GK            | 17 | Lautaro Morales    |     |     |
| RB            | 35 | Braian Aguirre     |     |     |
| CB            | 3  | Guillermo Burdisso | 80' |     |
| CB            | 6  | Alexis Pérez       | 72' |     |
| LB            | 25 | Alexandro Bernabei | 48' | 81' |
| RM            | 8  | Pedro De la Vega   |     | 59' |
| CM            | 13 | Tomás Belmonte     |     |     |
| CM            | 19 | Facundo Quignon    |     | 69' |
| LM            | 14 | Lucas Vera         |     | 69' |
| RF            | 27 | Nicolás Orsini     |     |     |
| LF            | 9  | José Sand          |     |     |
| Substitutos:  |    |                    |     |     |
| GK            | 1  | Lucas Acosta       |     |     |
| DF            | 22 | Matías Pérez       |     |     |
| DF            | 23 | Julián Aude        |     |     |
| DF            | 24 | Nicolás Morgantini |     |     |
| DF            | 29 | Nicolás Thaller    |     |     |
| DF            | 39 | Pablo Aranda       |     |     |
| MF            | 5  | Fernando Belluschi | 69' | 69' |
| MF            | 10 | Gastón Lodico      |     |     |
| MF            | 16 | Facundo Pérez      |     | 69' |
| MF            | 20 | Matías Esquivel    |     |     |
| FW            | 11 | Franco Orozco      |     | 59' |
| FW            | 41 | Lucas Besozzi      |     | 81' |
| Treinador:    |    |                    |     |     |
| Luis Zubeldía |    |                    |     |     |

| GK            | 22 | Ezequiel Unsain     |     |     |
| CB            | 2  | Adonis Frías        |     | 75' |
| CB            | 21 | Héctor Martínez     |     |     |
| CB            | 18 | Rafael Delgado      |     |     |
| DM            | 34 | Enzo Fernández      | 77' |     |
| RM            | 33 | Franco Paredes      |     |     |
| CM            | 29 | Francisco Pizzini   |     |     |
| CM            | 35 | Valentín Larralde   |     | 84' |
| LM            | 23 | Eugenio Isnaldo     |     |     |
| RF            | 20 | Walter Bou          |     | 61' |
| LF            | 31 | Braian Romero       | 63' | 76' |
| Substitutos:  |    |                     |     |     |
| GK            | 1  | Marcos Ledesma      |     |     |
| DF            | 3  | Marcelo Benítez     |     | 84' |
| DF            | 6  | Nahuel Gallardo     |     |     |
| DF            | 25 | Néstor Breitenbruch |     |     |
| DF            | 37 | Emanuel Brítez      |     | 76' |
| MF            | 5  | Nelson Acevedo      |     |     |
| MF            | 11 | Washington Camacho  |     | 75' |
| FW            | 9  | Miguel Merentiel    |     | 61' |
| FW            | 12 | Ciro Rius           |     |     |
| FW            | 15 | Nicolás Leguizamón  |     |     |
| FW            | 19 | Gabriel Hachen      |     |     |
| FW            | 27 | Enzo Coacci         |     |     |
| Treinador:    |    |                     |     |     |
| Hernán Crespo |    |                     |     |     |